# Sulkhan Tsintsadze
Sulkhan Tsintsadze (georgià: სულხან ცინცაძე)  (Gori, 23 d'agost de 1925 - Tbilisi, 15 de setembre de 1991) va ser un dels compositors més importants de Geòrgia.

## Educació
Tsintsadze va estudiar el violoncel fins al 1942 amb E. N. Kapelniski a Tbilisi al Gimnàs de la Música. Va continuar els seus estudis de violoncel al Conservatori de Tbilisi amb K. Minjar. Entre els anys 1945 i 1953 va anar al Conservatori de Moscou per estudiar el violoncel amb Semion Kozolúpov i composició amb Semion Bogatiriov.

## Carrera
Va començar la seva carrera musical a la dècada de 1940 com a violoncel·lista al quartet de corda d'Estats de Geòrgia. La seva primera composició, basada en cançons populars de Geòrgia i sent una col·lecció de miniatures per a quartet de corda, va tenir un èxit immediat. També va escriure diverses òperes, ballets, simfonies i concerts, però van ser les seves composicions per a quartet de corda les que es van enorgullir de les seves obres i que van contribuir notablement a la música de Geòrgia. Les composicions de Tsintsadze es basen en les formes tradicionals, així com en els estils i característiques utilitzades per compositors com Xostakóvitx i Shebalin. El folklore georgià sempre està present en la seva música.
Sulkhan Tsintsadze va ser un dels compositors més importants de Geòrgia. Va ser guardonat amb els títols d'Artista Popular de Geòrgia (1961) i Artista popular de la URSS (1987) i va ser titular del Premi Stalin de l'URSS (1950), Premi Zakharia Paliashvili (1977) i Premi Shota Rustaveli (1981).

## Obra més coneguda
El seu Sisè Quartet constitueix una de les millors creacions de Tsintsadze: d'una banda, que culmina en el desenvolupament i la maduració de l'estil individual del compositor; per l'altra, reflecteix la seva recerca continuada de nous mitjans d'expressió. Una composició formada per un moviment encara dividida en cinc seccions estructuralment obertes, amb el seu desenvolupament basat en tècniques monotemàtiques que serveixen per integrar les parts en un tot, aquest quartet està escrit d'una forma pròxima a la de rondo-sonata, amb un paper destacat donant-se a la continuació variacional. La primera secció, marcada Andante sostenuto, en la qual s'exposa el tema, està formada per emoció; en el següent Allegro molto el desenvolupament musical és d'una intensitat dramàtica que culmina en el fugato; a la tercera secció, també marcada Andante sostenuto, el tema, ple de dol ocult, passa dels sospirs de lament a una acceleració rítmica; a Allegro scherzando, que no sembla diferent d'un ball grotesc i fantàstic, el tema està sotmès a diversos dispositius contra puntals; finalment, a lAndante molto sostenuto, el tema torna amb la seva tràgica coloració, com si es plantegés una pregunta a la qual no hi ha cap resposta.

## Obres
- Obres per a orquestra
  - Simfonia núm. 1 (1953)
  - Simfonia núm. 2 Dramàtica (1963)
  - Simfonia núm. 3 (1969)
  - Simfonia núm. 4 (1979)
  - Concert per a piano núm. 1 sobre temes georgians (1949)
  - Concert per a piano núm. 2 Contrastos (1968, rev. 1987)
  - Concert per a violí núm. 1 (1947)
  - Concert per a violí núm. 2 Contrastos (1968)
  - Concert per a violoncel núm. 1 (1947)
  - Concert per a violoncel núm. 2 (1964)
  - Concertí per a violoncel i orquestra (1972)
  - Fantasia per a violí i corda (1989)

- Obres escèniques
  - El velló d’or, òpera (1952)
  - L’eremita, òpera (1972)
  - El tresor de les muntanyes blaves, ballet (1956)
  - El dimoni, ballet (1961)
  - Dali i el caçador, ballet (1977)
  - altres ballets i operetes

- Altres obres vocals
  - Cançó de comiat, cantata (1957)
  - Camí de la glòria, cantata (1976)
  - Immortalitat, oratori (1969)
  - Balada d’un soldat, rèquiem (1988)
  - Cicles de cançons

- Música de cambra i per a piano
  - 12 quartets de corda (1947–1991)
  - 3 suites per a quartet de corda (1949, 1950, 1955)
  - Cinc peces sobre temes folklòrics georgians per a violoncel i piano (1950)
  - Miniatures per a quartet de corda
  - Sonata per a violoncel sol (1974)
  - 24 preludis per a violoncel i piano (1980)
  - 24 preludis per a piano (1971)